# Boston (Tanz)
Boston, auch Boston Waltz, Boston Dip Waltz oder langsamer amerikanischer Walzer, ist ein Tanz, der oft nach populären Schlagermelodien geschrieben ist. 
Charakteristisches Merkmal des Boston ist die konsequente Betonung des ersten Viertels im langsamen Dreivierteltakt. Diese rhythmische Gleichförmigkeit wird oft mit gegenläufigen Vierergruppen oder -rhythmen kontrastiert. Um 1870 kam in den USA diese neue Form des Wiener Walzers in Mode, die ab 1913 auch in Europa populär wurde und 1920 in England zur Entwicklung des Langsamen Walzers führte. Beispiele des Boston sind u. a. in Paul Hindemiths Suite 1922 zu hören, ebenso in Louis Gruenbergs Jazzberries (1925) und Erwin Schulhoffs Esquisses de Jazz (1927). Ein bekannter Boston ist auch das Lied Strahlender Mond aus der Operette Der Vetter aus Dingsda  (1921). 1987 veröffentlichte Alexander Jakowlewitsch Rosenbaum das Lied mit dem Titel "Wals-boston".